# Chevrolet Superior
Der Chevrolet Superior war ein PKW der  unteren Mittelklasse, der in den Modelljahren 1923–1926 von Chevrolet in den USA als Nachfolger des 490 gebaut wurde. Im ersten Jahr hieß der Superior Serie B, dann folgten Serie F (nicht zu verwechseln mit der Serie F des Modelljahres 1917), Serie K und Serie V.

## Von Jahr zu Jahr

### Serie B (1923)
Der Wagen war, wie sein Vorgänger, mit einem oben gesteuerten Vierzylinder-Reihenmotor (OHV) ausgestattet, der bei einem Hubraum von 2802 cm3 eine Leistung von 26 bhp (19 kW) bei 2000 min−1 entwickelte. Die Motorleistung wurde über eine Konuskupplung, ein manuelles Dreiganggetriebe und eine Kardanwelle auf die Hinterräder übertragen. Die Hinterräder waren mit Außenbandbremsen ausgerüstet.
Verfügbar waren fünf Aufbauten, ein 2-sitziger Roadster mit zwei Türen, ein 5-sitziger Tourer mit vier Türen, ein 2-sitziges Coupé mit zwei Türen, eine 4-sitzige Sedanette mit zwei Türen und eine 5-sitzige Limousine mit vier Türen. Die Motorhaube war etwas länger als beim Vorgänger, der geschwungene Bereich über der Spritzwand daher etwas kürzer. Auf Wunsch gab es das Fahrgestell mit Motor auch ohne Aufbau. Die Verkaufspreise lagen zwischen 495 US-$ für den Tourer und 860 US-$ für die Limousine.

### Serie F (1924)
Im Modelljahr 1924 wurde aus der Serie B die Serie F. Nach der Einstellung des Copper-Cooled war der Superior nun die einzige Modellreihe von Chevrolet. Technisch und stilistisch gab es keine Änderungen. Die Sedanette wurde jedoch eingestellt; dafür gab es zusätzlich ein 2-türiges Coupé mit vier Sitzplätzen und eine 2-türige Limousine (Coach). Die Verkaufspreise sanken auf 490 bis 795 US-$.
Tourer, 4-türige Limousine und 4-sitziges Coupé waren neben der Standard-Version auch in einer Deluxe-Version verfügbar. Sie hatten Stahlscheibenräder anstatt der sonst üblichen Holzspeichenräder, Stoßfänger vorne, einen vernickelten Kühlerrahmen und Türgriffe außen auch am Tourer. Deluxe-Modelle kosteten zwischen 640 US-$ und 940 US-$.

### Serie K (1925)
Nur die Kühlermaske hatte sich bei der Serie K des Modelljahres 1925 geändert. Der vernickelte Rahmen war etwas schmäler und in der Mitte abgesenkt, sodass der das Chevrolet-Signet besser aufnehmen konnte. Die Konuskupplung wurde durch eine Einscheiben-Trockenkupplung ersetzt. Neu war auch die äußere Sonnenblende über der Windschutzscheibe. Die Deluxe-Modelle waren wieder verschwunden. Offene Modelle hatten weiterhin Holzspeichenräder, während die geschlossenen Modelle die Stahlscheibenräder des früheren Deluxe übernahm.
Die Verkaufspreise stiegen auf 525 bis 735 US-$.

### Serie V (1926)
Wenig Änderungen gab es auch im letzten Produktionsjahr, in dem der Superior Serie V hieß. Die schüsselförmigen Scheinwerfer wurden durch trommelförmige Exemplare ersetzt, die durch einen vernickelten Stab vor dem Kühlergrill verbunden waren. Die Bremsen – immer noch Außenbandbremsen nur an den Hinterrädern – wurden etwas verbessert. Als neues Modell kam ein 4-türiges Landaulet dazu.
Zusammen mit dem Cooper-Cooled, der nur 1923 in geringer Stückzahl entstand, wurden in vier Jahren 1.442.253 Chevrolets gebaut.